# Соренто
Соренто (на италиански: Sorrento) е италиански град и община с 16 572 жители (към 1 април 2009 г.) в провинция Неапол, Южна Италия.
Разположен е на Сорентския полуостров на черни скали от тъмен вулканичен камък и гледа към Неаполитанския залив. Соренто и брегът на Амалфийското крайбрежие са известни с големите си лимони. Център на града е пазарната улица „Виа С. Цезарео“.
Древното име на града е Сурентум и идва от сирени. По легендата тук Одисей и придружителите му са объркани от песните на сирените.
Соренто е основан от финикийците през 7 век пр.н.е. От 474 до 420 пр.н.е. е управляван от гърците. След 150 години става римски Municipium.
През 1133 г. е превзет от норманите.